# Jack el destripador de Londres
Pour plus de détails, voir Fiche technique et Distribution.
Jack el destripador de Londres est un giallo italo-hispanique réalisé par José Luis Madrid et sorti en 1972.
Il s'inspire des meurtres de Jack l'Éventreur, ici représenté comme un cannibale.

## Fiche technique
- Titre original espagnol : Jack el destripador de Londres[1]
- Titre italien : 7 cadaveri per Scotland Yard[2]
- Réalisateur : José Luis Madrid
- Scénario : Jacinto Molina (it), José Luis Madrid, Tito Carpi (it)
- Photographie : Diego Ubeda
- Montage : Luis Puigvert
- Musique : Piero Piccioni
- Maquillage : Manolita Novoa
- Production : Jim Delavena
- Société de production : Cinefilms, International Apollo Films
- Pays de production :  Espagne -  Italie
- Langue originale : espagnol
- Format : Couleur par Eastmancolor - 2,35:1 - Son mono - 35 mm
- Durée : 87 minutes (1 h 27)
- Genre : Giallo
- Dates de sortie :
  - Espagne : 10 juillet 1972
  - Italie : 14 septembre 1972

## Distribution
- Paul Naschy : Bruno Doriani
- Patricia Loran : Lulu
- Renzo Marignano : Inspecteur Henry Campbell
- Orchidea De Santis : Sandy Christian
- Andrés Resino : Winston Darby Christian
- Irene Mir Belinda
- Franco Borelli : Détective Hawkins
- Victor Iregua :
- Teresita Castizio :
- Carmen Roger : Violeta
- Miguel Minuesa : Superintendant Chambers
- Isidoro Novellas : Mile